# Елизабет Мария Августа Баварска
Елизабет Мария Августа Баварска (на немски: Elisabeth Marie Auguste von Bayern) от династията на Вителсбахите, е баварска принцеса и чрез женитба графиня на Зеефрид на Бутенхайм. Тя е внучка на австрийския кайзер Франц Йосиф.

## Биография
Родена е на 8 януари 1874 г. в Мюнхен, Кралство Бавария. Тя е първата дъщеря на генерал принц Леополд Баварски (1846 – 1930) и съпругата му ерцхерцогиня Гизела Австрийска (1856 – 1932), втората дъщеря на император Франц Йосиф от Австрия и Елизабет Баварска. Баща ѝ е брат на Лудвиг III, последният крал на Бавария.
Елизабет Баварска се омъжва тайно (граждански) в Милано на 19 ноември 1893 г. и църковно на 2 декември 1893 г. в Генуа (Италия) за фрайхер/граф Ото Лудвиг Филип фон Зеефрид-Бутенхайм (* 26 септември 1870, Бамберг; † 5 септември 1951, в Щибар при Грестен), фрайхер на Хагенбах, син на фрайхер Лудвиг фон Зеефрид-Бутенхайм-Хагенбах и Емилия фон Шмалтц. Потомък е на станалия благородник през 1817 г. баварски генерал и гръцки военен министър Хайнрих Кристиан фон Шмалтц и е правнук на граф (издигнат 1861 г.) генерал Лудвиг фон Дерой. Ото става граф през 1904 г.
Баща ѝ, но най-вече дядо ѝ принц-регент Луитполд Баварски, не са съгласни с нейната женитба. Дядо ѝ Франц Иосиф I им подарява дворец близо до Виена и назначава Ото за лейтенант в първия пехотен полк в Тропау. На 30 януари 1904 г. императорът също го издига в граф. През 1908 г. Ото наследява двореца Щибар при Грестен.
Елизабет Баварска умира на 4 март 1957 г. в дворец Щибар при Грестен на 83-годишна възраст. Погребана е в гробището на Грестен/Долна Австрия.

## Деца
Елизабет Баварска и Ото фон Зеефрид-Бутенхайм имат пет деца:
- Гизеле фон Зеефрид-Бутенхайм (* 4 януари 1895, Тропау/Опава, Силезия; † 19 януари 1895, Тропау), фрайин
- Елизабет Мари фон Зеефрид-Бутенхайм (* 10 юни 1897, Знайм, Моравия; † 4 август 1975, Виена), графиня, неомъжена, става монахиня
- Августа Мария Габриела фон Зеефрид-Бутенхайм (* 20 юни 1899, Знайм; † 21 януари 1978, Мюнхен), графиня, омъжена на 12 юни 1919 г. в Залцбург за чичо ѝ трети град принц Адалберт Баварски (1886 – 1970), син на принц Лудвиг Фердинанд Баварски (1859 – 1949); има два сина
- Мари Валерия фон Зеефрид-Бутенхайм (* 20 август 1901, Знайм; † 23 март 1972, Ванкувер, Канада), графиня, омъжена I. на 24 юни 1923 г. в Мюнхен за фрайхер Рудолф фон Щенгел (1899 – 1969), II. на 17 май 1933 г. в Мюнхен за Вилхелм Ото фон Ридеман (1903 – 1940), син на Юлиус Вилхелм фон Ридеман и внук на търговеца Вилхелм Антон фон Ридеман (1832 – 1920); има общо три деца
- Франц Йозеф Ото Мария фон Зеефрид-Бутенхайм (* 29 юли 1904, Унгария; † 15 май 1969, Мадрид), граф на Зеефрид-Бутенхайм и фрайхер на Хагенбах, женен на 9 август 1941 г. във Франкфурт на Майн за Габриела фон Шницлер (1918 – 2017); имат трима сина и дъщеря

- Леополд Баварски, Гизела Австрийска и техните деца
- Дъщеря ѝ Августа и нейния съпруг принц Адалберт Баварски, 1919